# Hebomoia
Genre
Hebomoia est un genre de lépidoptères (papillons) de la famille des Pieridae et de la sous-famille des Pierinae présents en Asie.

## Liste des espèces et sous-espèces
- Hebomoia glaucippe (Linnaeus, 1758)
- Hebomoia leucippe (Cramer, [1775])
  - Hebomoia leucippe leucippe
  - Hebomoia leucippe daemonis Fruhstorfer, 1907
  - Hebomoia leucippe leucogynia (Wallace, 1863)